# William Livingston
William Livingston (Albany (New York), 30 november 1723 – Elizabeth (New Jersey), 25 juli 1790) was de eerste gouverneur van de Amerikaanse staat New Jersey van 1776 tot 1790, en een van de ondertekenaars van de Amerikaanse Grondwet.
Livingston ging op zijn 14e een jaar mee met een christelijke zendeling die onder de Mohawk-indianen werkte. Na zijn terugkeer ging hij studeren aan de Yale-universiteit. Zijn studie rondde hij daar in 1741 met succes af en werd advocaat. In 1752 startte Livingston een eigen weekblad, de Independent Reflector. Hij werd ook gekozen in de wetgevende vergadering van de staat New York. Daarin had hij tot 1769 zitting.
Hij verhuisde naar Elizabethtown in New Jersey in 1770, waar hij een huis (Liberty Hall) bouwde voor zijn gezin. Hij trouwde met Susanna French, de dochter van een welvarende grootgrondbezitter uit New Jersey. Samen kregen zij dertien kinderen. Zijn oudste dochter Sarah trouwde in april 1774 met John Jay, destijds nog een jonge advocaat, maar later de eerste opperrechter van het Hooggerechtshof.
In aanloop naar de Amerikaanse onafhankelijkheid was Livingston van 1774 tot 1776 een delegatielid namens New Jersey naar het Continental Congress. In oktober 1775 werd hij benoemd tot brigade-generaal van de militie van New Jersey. Hij trok zich in augustus 1776 terug omdat hij was gekozen als de eerste gouverneur van New Jersey. Deze functie vervulde Livingston tot zijn dood in 1790. Tijdens de Amerikaanse Onafhankelijkheidsoorlog woonde het gezin van de tijd niet in Liberty Hall, omdat de Elizabeth bezet werd door Britse troepen.
Op 17 september 1787 ondertekende hij samen met David Brearley, William Paterson en Jonathan Dayton namens de staat New Jersey de Amerikaanse Grondwet.
Baldwin · Bassett · Bedford · Blair · Blount · Brearley · Broom · Butler · Carroll · Clymer · Daniel · Dayton · Dickinson · Few · Fitzsimons · Franklin · Gilman · Gorham · Hamilton · Ingersoll · Johnson · King · Langdon · Livingston · Madison · McHenry · Mifflin · G. Morris · R. Morris · Paterson · C. C. Pinckney · Pinckney · Read · Rutledge · Sherman · Spaight · Washington · Williamson · Wilson
- Bibliothèque nationale de France: cb10505169g (data)
- CiNii: DA0355657X
- Gemeinsame Normdatei: 118988069
- International Standard Name Identifier: 0000 0000 8352 0888
- Library of Congress Control Number: n85198538
- Nationale bibliotheek van Australië: 35863105
- Nationale Bibliotheek van Israël: 987007275244905171
- Nederlandse Thesaurus van Auteursnamen: 074363395
- Réseau des bibliothèques de Suisse occidentale: 02-A012393671
- SNAC: w6r03301
- Système universitaire de documentation: 05884290X
- Trove: 1121306
- Biographical Directory of the United States Congress: L000374
- Virtual International Authority File: 4920157
- WorldCat: E39PBJhRMbx74b98mHXqxy6VG3